# Camaguán
Camaguán is een gemeente in de Venezolaanse staat Guárico. De gemeente telt 27.800 inwoners. De hoofdplaats is Camaguán.